# Деколы
Деколы́ (бел. Дзекалы) — деревня в Барановичском районе Брестской области Белоруссии. Входит в состав Жемчужненского сельсовета. Население — 19 человек (2023).

## География
Расположена на правом берегу речки Лохозва у её истока, в 21,5 км (27 км по автодорогам) к западу от центра Барановичей, на расстоянии 12,5 км (15 км по автодорогам) к западу от центра сельсовета, агрогородка Жемчужный, рядом с деревней Детковичи. Неподалёку находится железнодорожный остановочный пункт Детковичи. К востоку от деревни протекает река Детковка.

## История
По переписи 1897 года — деревня Новомышской волости Новогрудского уезда Минской губернии, 9 дворов. В 1909 году — 21 двор. После Рижского мирного договора 1921 года — в составе Новомышской гмины Барановичского повета Новогрудского воеводства Польши, 26 домов.
С 1939 года деревня — в составе БССР, в 1940–57 годах — в Новомышском районе Барановичской, с 1954 года Брестской области. Затем район переименован в Барановичский. С конца июня 1941 года до июля 1944 года оккупирована немецко-фашистскими войсками, убит 21 человек и разрушено 17 домов.
18 марта 1985 года деревня передана из Полонковского сельсовета во вновь образованный Жемчужненский.

## Население
По состоянию на 1 января 2023 года в деревне проживало 19 человек в 11 хозяйствах, в том числе 2 моложе трудоспособного возраста, 12 — в трудоспособном возрасте и 5 — старше трудоспособного возраста.
| Численность населения (по переписи) | Численность населения (по переписи) | Численность населения (по переписи) | Численность населения (по переписи) | Численность населения (по переписи) | Численность населения (по переписи) | Численность населения (по переписи) | Численность населения (по переписи) |
| 1897                                | 1909                                | 1921                                | 1959                                | 1970                                | 1999                                | 2009                                | 2019                                |
| ----------------------------------- | ----------------------------------- | ----------------------------------- | ----------------------------------- | ----------------------------------- | ----------------------------------- | ----------------------------------- | ----------------------------------- |
| 87                                  | ↘66                                 | ↗138                                | ↗248                                | ↘181                                | ↘51                                 | ↘25                                 | ↗26                                 |

## Инфраструктура
В деревне находится агроусадьба «Натюрлих» с контактным зоопарком.